# Palazzo Imperiale dell'Arena
Il palazzo Imperiale dell'Arena, conosciuto anche come collegio Maria Luigia, è un grande edificio dalle forme neoclassiche, situato in borgo Lalatta 14 a Parma; vi ha sede l'antico convitto nazionale Maria Luigia, comprendente una scuola primaria, una secondaria di primo grado e tre secondarie di secondo grado: un liceo classico, un liceo scientifico e un liceo classico europeo.

## Storia
Il palazzo originario fu innalzato a partire dal 1158 sulle rovine dell'enorme arena di epoca romana, distrutta dai barbari nel VI secolo, quale residenza imperiale di Federico Barbarossa; l'edificio, imponente per le dimensioni e per lo sfarzo, fu completato intorno al 1162, consentendo al Barbarossa di soggiornarvi già nel 1164. Il palazzo, che sorgeva in posizione decentrata, fu contestualmente collegato al resto della città attraverso una serie di strade, tra cui il lungo borgo Regale, che trasse il nome proprio dall'edificio.
In seguito alla sconfitta imperiale nella battaglia di Legnano del 1176, l'edificio passò al Comune cittadino, che lo ristrutturò nel 1217.
Nel 1238 il nuovo imperatore Federico II di Svevia ampliò e fortificò il palazzo, mantenendolo fino al 1247, quando i guelfi parmigiani, rientrati in città sotto la guida di Gherardo da Correggio, occuparono tutti gli edifici imperiali. In seguito il palazzo cadde in abbandono, diventando già nel 1255 cava di materiali da costruzione e successivamente tra il 1316 e il 1325 discarica di immondizia. Nel 1331 fu donato ai cavalieri Teutonici e restaurato nel 1335 da Simone da Correggio.

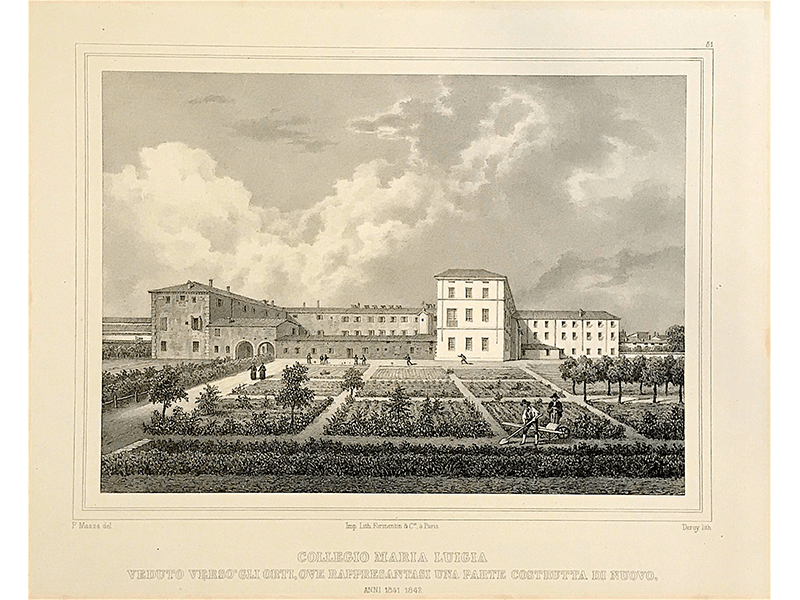
Pietro Mazza, Collegio Maria Luigia, veduta verso gli orti ove rappresentasi una parte costrutta di nuovo, 1841-1842

Nei secoli successivi l'edificio passò di mano più volte, fino al 1547, quando fu ereditato dalla nobile famiglia Lalatta, che lo ricostruì completamente, arricchendolo e ornandolo con pregevoli affreschi, tra cui quelli della Sala dei Giganti, opera di Lattanzio Gambara, e quelli della Biblioteca Storica, opera di Michelangelo Anselmi.
Nel 1624 i Farnese divennero i nuovi proprietari del palazzo, che rinominarono "casino degli Eremitani"; lo modificarono profondamente, abbattendone alcune ali e costruendone una nuova a sud, trasformando l'edificio in luogo di ozio alla periferia della città; l'intervento, che riguardò anche il giardino, risparmiò solo la Sala dei Giganti e la Biblioteca.
Già nel 1652 l'edificio rientrò nel possesso dei Lalatta; nel 1755, per volontà testamentaria dell'ultimo discendente della famiglia, fu istituito, con sede nel palazzo, il collegio Lalatta, destinato all'accoglienza di studenti poveri. L'edificio fu quindi ancora modificato e ampliato.
Nel 1821 la duchessa Maria Luigia incaricò l'architetto di Corte Nicola Bettoli di costruire un piccolo teatro per il palazzo, che nel 1831 divenne sede del collegio ducale Maria Luigia (ribattezzato nel 1896 convitto nazionale Maria Luigia), istituto che riuniva il collegio Lalatta con l'antico collegio dei Nobili. L'architetto progettò anche la costruzione delle nuove ali est, che divenne la facciata principale, e sud e l'ampliamento dell'ala ovest. I lavori ebbero inizio nel 1836 e terminarono nel 1847.
Successivamente gli ampliamenti riguardarono il retro del palazzo, che fu più volte modificato per le esigenze del collegio.

## Descrizione

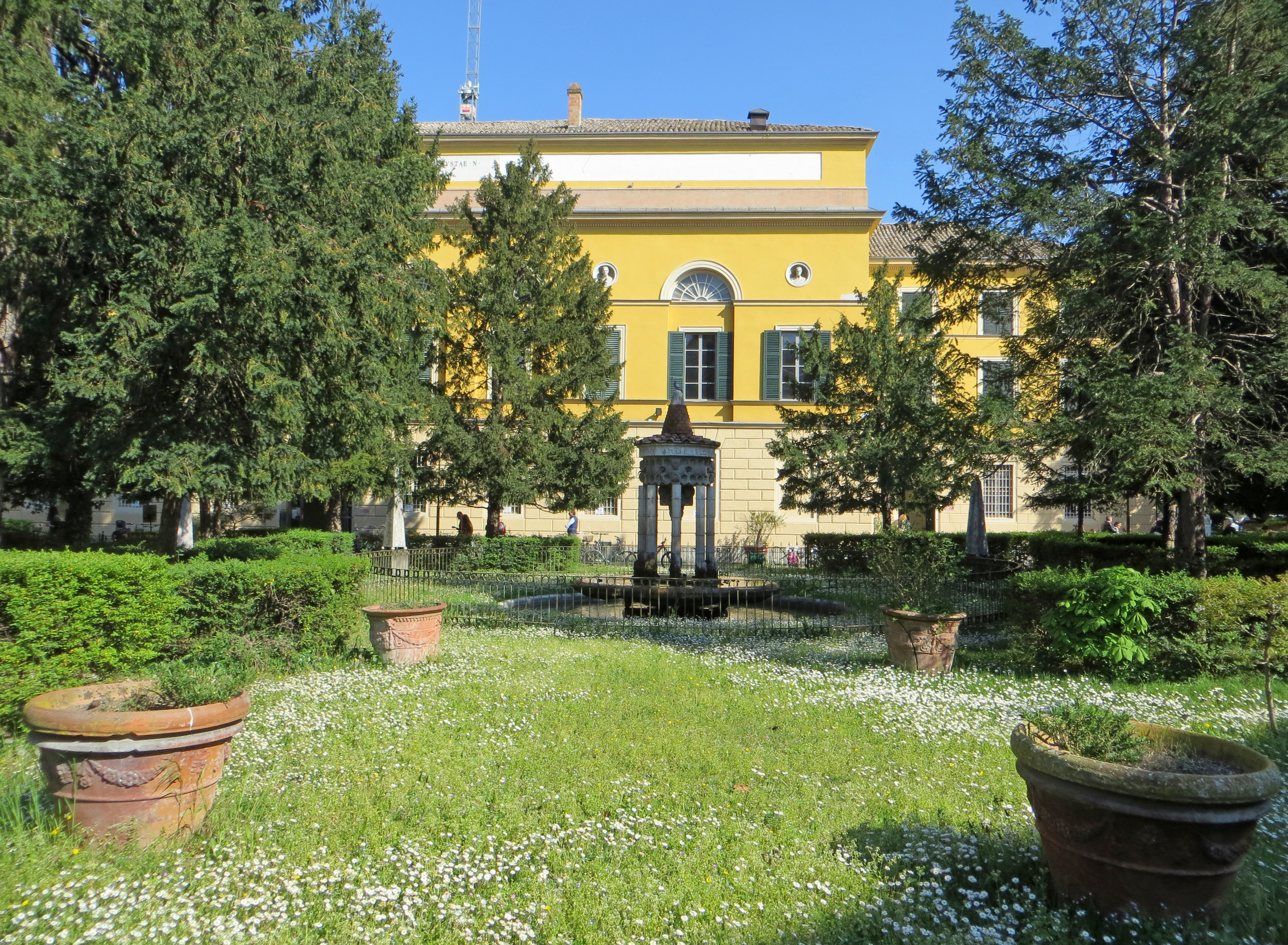
Giardino anteriore

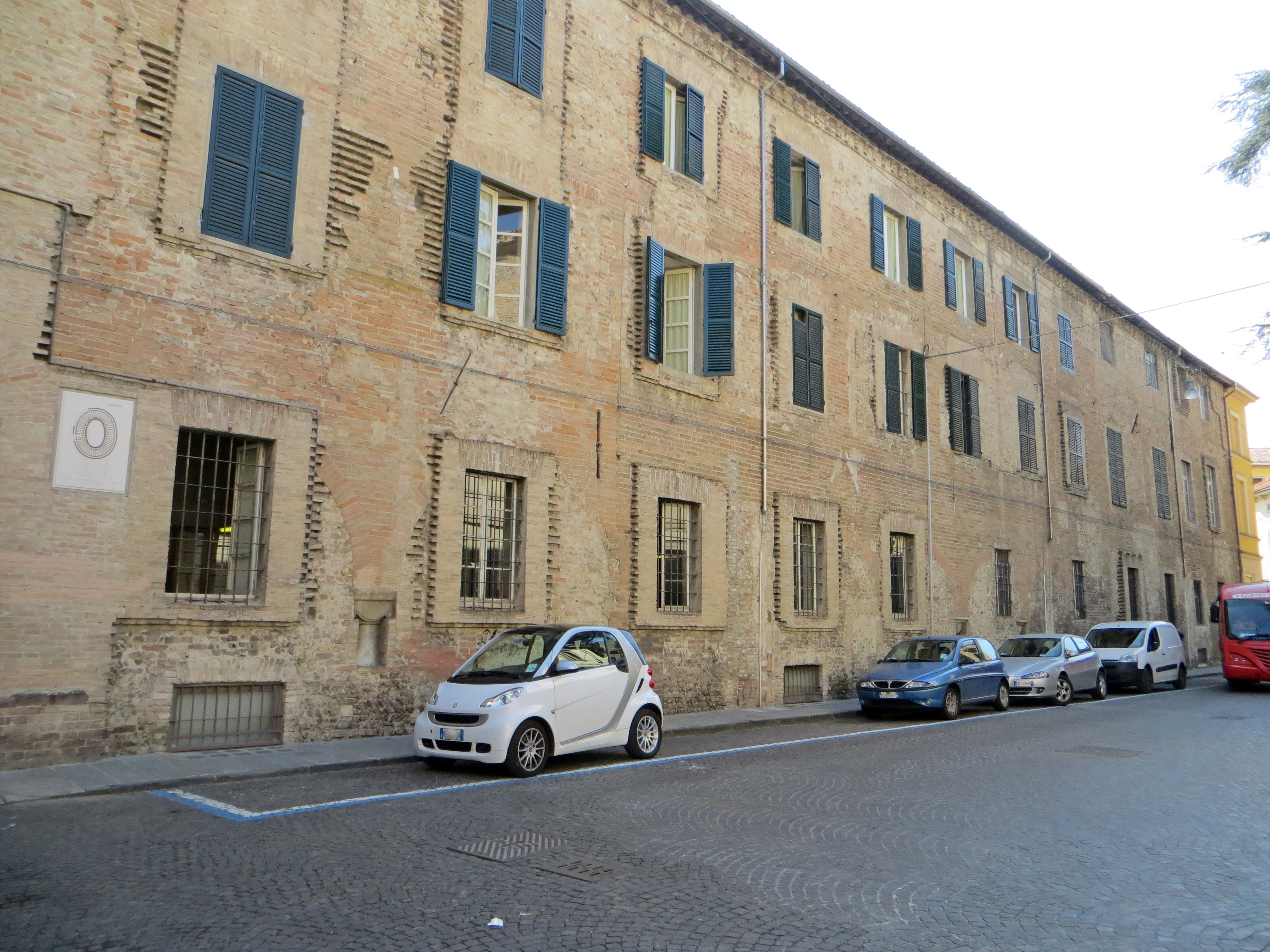
Facciata laterale su borgo Lalatta

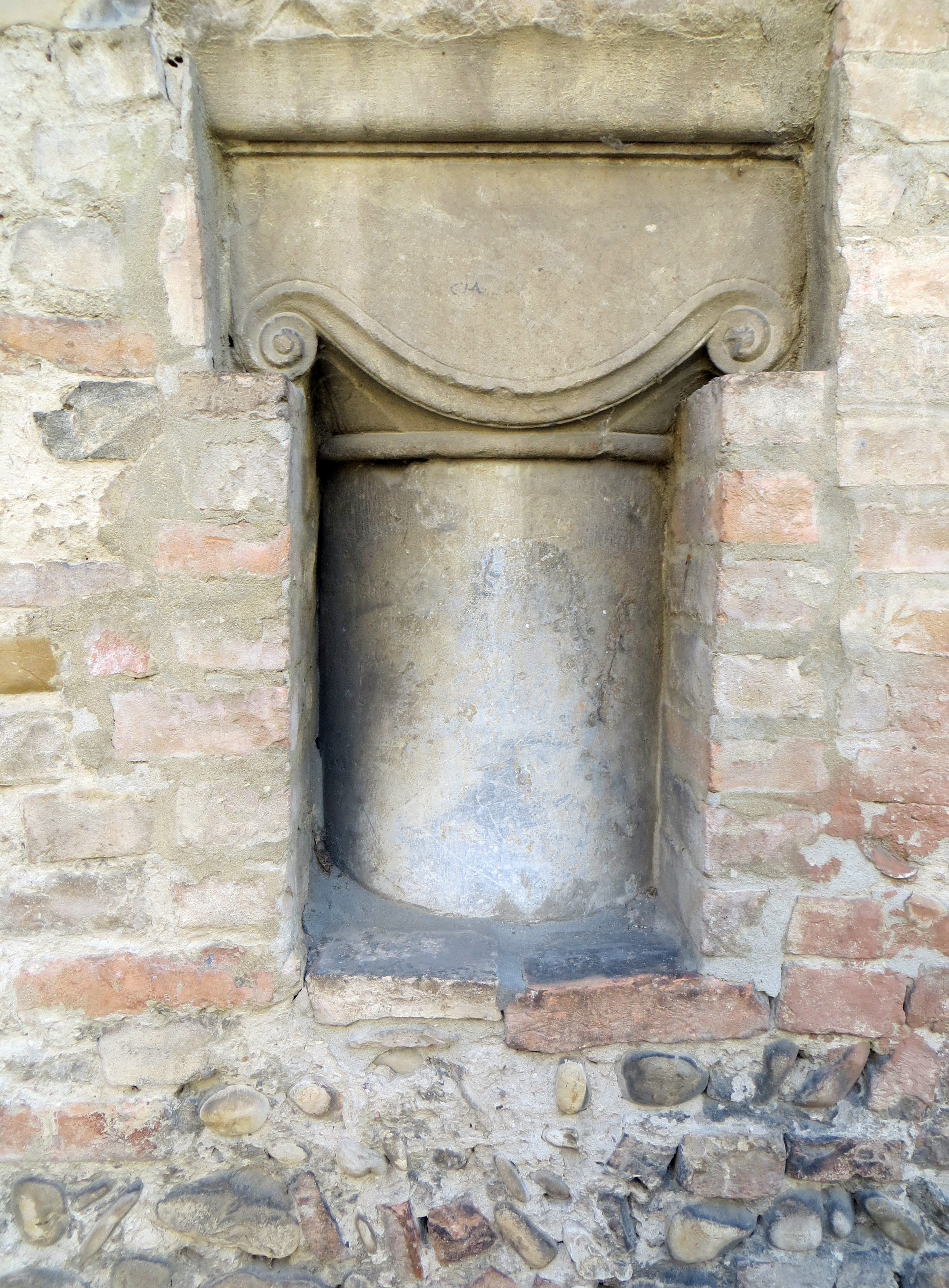
Uno dei capitelli incassati nella facciata laterale

Della complessa struttura originaria di epoca medievale, che sorgeva nella porzione settentrionale dell'odierno palazzo, restano oggi solo poche tracce, in parte visibili sulla parete non intonacata al confine con borgo Lalatta; l'ala costituisce ancora la parte più antica dell'edificio, seppur più volte modificata nei secoli.
L'imponente edificio attuale, in stile neoclassico, si sviluppa simmetricamente attorno al grande cortile centrale, raggiungibile attraverso un maestoso atrio; uno scalone monumentale conduce al primo piano, caratterizzato da una fastosa galleria affrescata e arricchita da pregevoli ritratti. All'interno sorge anche l'ampia e maestosa cappella, che conserva al suo interno numerosi antichi dipinti.
L'elegante facciata, intonacata nelle sfumature del giallo, si sviluppa simmetricamente attorno all'ingresso; il primo piano è caratterizzato dalle lunette aperte sulle finestre, poste all'interno di piccoli archi; a coronamento della facciata, al di sopra dell'alto cornicione, un'ampia cornice racchiude lo stemma ducale e un'epigrafe che testimonia l'ultimo ampliamento voluto dalla duchessa Maria Luigia.

### Sala dei Giganti
La sala si trova al primo piano dell'edificio, nell'ala nord, in fondo alla Galleria dell'antico palazzo Lalatta.
Costruita nel XVI secolo, la Sala dei Giganti fu decorata tra il 1572 e il 1573 dal pittore Lattanzio Gambara, per volere di Antonio Tommaso Lalatta; gli affreschi furono restaurati tra il 2008 e il 2009.
Le due pareti lunghe contrapposte sono coperte da dipinti raffiguranti sei alte statue di antiche divinità, poste tra le finestre e le false finestre. Sulla porta d'accesso è inoltre rappresentato il committente dell'opera.
Sulla volta di copertura è infine raffigurata la Battaglia di Lepanto.

### Biblioteca Storica
La biblioteca sorge in adiacenza alla Sala dei Giganti; è dedicata dalla seconda metà del XX secolo allo scrittore Mario Colombi Guidotti, ex allievo del Convitto.
La volta a padiglione, affrescata da Michelangelo Anselmi nella prima metà del XVI secolo, raffigura quattro scene, tre delle quali riferite a episodi dell'Antico Testamento, mentre la quarta, raffigurante i Pretendenti di Maria al Tempio, risulta di difficile interpretazione; il resto della copertura è dipinto a chiaroscuro con un finto colonnato intervallato a una serie di nicchie contenenti i 12 apostoli.
Secondo le stime del 2009, la biblioteca raccoglie 2169 opere, 4505 volumi e 114 incunaboli, che abbracciano un arco temporale di oltre quattrocento anni; nella sala è anche custodito un modello di una fregata, che fu regalato dal re di Francia Luigi XV al nipote Ferdinando I di Borbone, futuro duca di Parma.
Una parte consistente dei volumi, i più recenti dei quali risalgono al 1860, proviene dall'antico collegio dei Nobili, fondato da Ranuccio I Farnese nel 1601; altre opere furono invece donate dei conti Sanvitale e dai frati benedettini dell'abbazia di San Giovanni Evangelista, che guidarono il collegio dal 1831 al 1834 per volere della duchessa Maria Luigia.

### Teatro

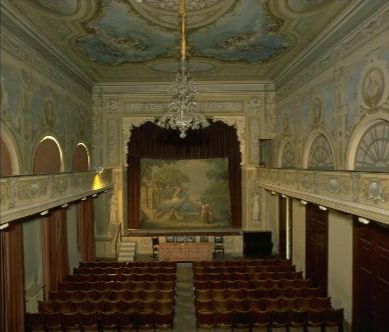
Teatro del Convitto nazionale Maria Luigia

Il piccolo teatro sorge al primo piano del palazzo, raggiungibile attraverso uno scalone monumentale e una galleria, decorata nel XIX secolo da Giovanni Gaibazzi con affreschi raffiguranti le allegorie delle Arti e delle Scienze; gli ambienti espongono parte dei 140 ritratti dei principi dell'accademia degli Scelti, realizzati tra la fine del XVII secolo e gli inizi del XIX.
Il teatrino, costruito da Nicola Bettoli tra il 1821 e il 1829, fu decorato con affreschi da Giovanni Gaibazzi nel 1865; chiuso nel 2006 in quanto inadeguato alle normative sulla sicurezza, fu completamente ristrutturato tra il 2017 e il 2018; sviluppato su una pianta rettangolare, può accogliere fino a 178 persone. Lungo i tre lati della sala, fino all'imbocco del boccascena, si sviluppa al secondo ordine una balconata retta da mensole, che si conclude, sul lato opposto al palcoscenico, in un palco ornato sul fondo con una finta architettura prospettica.
Il soffitto è ornato con dipinti raffiguranti, tra putti e ghirlande di fiori, all'interno di quattro ovali le allegorie delle arti maggiori: l'Architettura, la Musica, la Poesia e la Pittura.
Il teatro ospita il sipario ottocentesco, interamente restaurato, realizzato da Girolamo Magnani; vi sono rappresentati un bimbo e un maestro, vestiti in abiti classici, che si avviano verso un tempio neoclassico, allegoria della Fama. La sala conserva inoltre una delle scene, raffigurante un bosco, e le graticciate originarie.